# Hudba z Marsu
Hudba z Marsu je československá filmová hudební komedie, zasazená do období
rozkvětu Československé socialistické vlasti. Film byl natočen pod vedením proslulého režisérského dua Ján Kadár a Elmar Klos. Spolu s Vratislavem Blažkem jsou spoluautory námětu k filmu, a potažmo i samotného scénáře, který byl realizován v roce 1955.

## Pozadí

### Distribuce a projekce
Premiéra filmu se uskutečnila dne 27. května 1955 v pražském kině Blaník a stejného dne i na Slovensku.

Distribuce na DVD: Od: 16. září 2007 jako příloha deníku Aha!, od 6. prosince 2010, 11. prosince 2013 a 16. dubna 2014 Filmexport.
Od své premiéry až do června 1971, kdy byl film stažen z kinodistribuce, vidělo film v českých kinech v rámci 16 482 představení celkem 3 614 875 diváků.

### Herecké obsazení
Tento snímek se může pochlubit plejádou tehdejších předních českých herců a hereček, mezi které bez pochyby patří například Oldřich Nový, Josef Bek, Jaroslav Marvan, Jaroslav Vojta, Lubomír Lipský, Josef Kemr a Jan Werich. Z ženského zastoupení je to potom Stella Zázvorková a Alena Vránová. Na natáčení se podílelo bezmála šest set komparzistů.

### Natáčení
Interiéry k filmu se točily převážně v Hostivařských ateliérech.Natáčení exteriérů bylo oproti tomu výpravnější a probíhalo nejen v různých částech Československa, ale i Prahy. Úvod filmu a jeho třetí čtvrtina se natáčela v Telči na náměstí Zachariáše z Hradce, v zámeckém parku a na Štěpnickém rybníce. Druhá čtvrtina potom v Mariánských lázních na Goethově náměstí a na kolonádě Rudolfova pramene. Dále pak ve Velkých Žernosekách u Mariánského viničního domku a u přívozu. Poslední část filmu a jeho konec se točil v Praze a to převážně na Malé Straně, Novém Městě a Hradčanech.

### Hudba
Jako každý hudební film je i tato komedie plná hudby, kterou měl na starost i s dramaturgií Jan Rychlík. Průvodní melodie nahrál Filmový symfonický orchestr (FISYO), který řídil Milivoj Uzelac. Sólo na housle zahrál Ivan Kawaciuk. Dále ve filmu účinkovali Orchestr Karla Vlacha, Ústřední hudba AČR (tehdejší název Ústřední hudba Československé armády) pod vedením mjr.Karla Pravečka a Harmonyton. K tanci byl pozván taneční soubor Lúčnica.

Ve filmu zazněly následující písně a skladby:

- Proč myslet na zítřek? – Hudba a text Jaroslav Moravec, zpěv Oldřich Nový
- Svatební – Hudba Jiří Sternwald, text Vratislav Blažek, zpěv Oldřich Nový
- Milion – Hudba Jiří Sternwald, text Vratislav Blažek, zpěv Oldřich Nový a Josef Bek
- V horním konci svíťa – zpěv Alena Vránová
- Pod našima okny teče vodička – zpěv Blažena Slavíčková
- Uspávanka – Hudba Jan Rychlík, text Vratislav Blažek, zpěv Oldřich Nový a Josef Bek[5]
- Marinarella – Julius Fučík
- Vjezd gladiátorů – Julius Fučík

Hudbou a názvem tohoto filmu se nechala inspirovat stejnojmenná slovenská kapela z Trnavy. Na jejich albu Supervýlet z roku 1998, jsou jednotlivé písničky propojeny právě zvukovými ukázkami z filmu.

## Děj
Úvodem filmu nás provází Hana Jelínková (Alena Vránová), která představuje nově vzniklý závodní orchestr a jeho členy, zaměstnance nábytkářského podniku MARS (Maršovské sdružené nábytkárny). O samotný vznik závodního orchestru se nechtěně postaral Václav Řehák (Jaroslav Marvan), předseda závodní rady, když se při návštěvě náměstka ministra (Otomar Krejča) vychloubal slovy „ovšem kdybychom chtěli, tak může klidně postavit takový řekněme třicetičlenný závodní orchestr, trumpetu neslevím!“ Na tato slova se náměstek ministra při tanci domluví s Hanou Jelínkovou a nechá poslat podniku MARS hudební nástroje pro třicetičlenný závodní orchestr. Při vykládáni zásilky nástrojů je přítomna i televize, což jim vynese mediální ohlas, neboť záběry byly použity ve filmovém týdeníku. Také díky tomu a na prosebné naléhání Václava Řeháka vznikne při výjimečném zasedání závodní orchestr. V podstatě nikdo moc neumí na nic hrát, ale ze strachu z možné ostudy pilně trénují pod taktovkou Jana Tomana. Po pár dnech napíše Hana Jelínková dopis Svazu hudebních skladatelů s prosbou, zda by neposlali patrona pro nově vzniklý orchestr. Je jí vyhověno a na scéně se objevuje skladatel Jiří Karas (Oldřich Nový). Přichází přímo do probíhající zkoušky orchestru a se slovy „Co to je? Hudba z Marsu?“ prchá následován Hanou Jelínkovou, která ho posléze přemluví a Jiří Karas se uvolí k vedení orchestru. Po pár dnech cvičení a rámusu po celém městě se zvedne vlna odporu, především z řad spolubydlících v čele s Šimáčkovou (Stella Zázvorková) a jdou si stěžovat k Václavovi Řehákovi. Po této a dalších stížnostech i u ředitele závodu (Bohuš Záhorský) mimořádně zasedá závodní rada, kde vznese výborný nápad Jiří Karas a celý soubor se vydá na podnikovou zotavenou. Hned při první zastávce v lázních Studená Teplá (Mariánské lázně) se setkají s nedorozuměním a jsou nuceni vystoupit před diváky. Vystoupení natáčí rozhlas a díky hudební grotesce Z pekla štěstí, ve které zahráli v podstatě jen hudební škály, se stanou slavnými a žádanými po celé republice. Po odehrání skladby úprkem mizí a azyl nalézají v JZD, kde je hodný předseda (Jaroslav Vojta) schovává před novináři. V podniku MARS se zatím množí žádosti o vystoupení orchestru a na to konto se je Hana Jelínková vydá hledat. Nalézá je v již zmiňovaném JZD, kde zrovna probíhá poslední generální zkouška vinařské polky. S touto skladbou se chystají přivítat náměstka ministra, který přijíždí na prohlídku místních vinic, ovšem netuší, že na parníku spolu s náměstkem přijíždí i Orchestr lidové tvořivosti. Ten začne hrát, závodní orchestr z MARSU se rozuteče a cestou domů v se autobuse rozhodne o jeho ukončení a orchestr se rozpadá. Ovšem po příjezdu do rodného města jsou mile přivítáni spoluobčany, kteří jim předají pozvánku na přehlídku nejlepších závodních orchestrů. Ani to však nepřinutí členy k jeho znovuobnovení. Až po naléhání Hany Jelínkové a Jiřího Karase kvůli zahrání svatebního pochodu se Václav Řehák i ostatní rozhodnou o znovuobnovení orchestru a vydají se na zmiňovanou přehlídku nejlepších závodních orchestrů. Po příchodu však nejsou vpuštěni do Valdštejnské zahrady, jsou vyhoštěni předsedou SPKPL (Lubomír Lipský) a za doprovodu strážníka odcházejí. Cestou na strážnici však potkají plačící dítě, zahrají mu uspávanku a poté je strážník opouští. Když to zjistí, nabídne se dědeček plačícího dítěte (Stanislav Neumann), že je do Valdštejnské zahrady zavede kanalizací a vydají se na cestu. Dojdou až pod fontánu, vycházejí otvorem ven, ale zjišťují, že se ocitli pod pódiem, na kterém již probíhá program. Ten se blíží ke konci, když v tom bubeník Karel Kalousek (Oldřich Dědek) podá Janu Tomanovi pilu. Proříznou si cestu ven, vstupují na jeviště s písní Milion, se kterou vyhrávají přehlídku nejlepších závodních orchestrů a náměstek ministra jim osobně předává cenu vítězů.

## Obsazení
U jednotlivých rolí je uveden i hudební nástroj, na který hráli coby členové závodního orchestru.
| Jaroslav Marvan   | Václav Řehák (předseda závodní rady, suzafon) |
| Josef Bek         | Jan Toman (novátor, kapelník)                 |
| Oldřich Nový      | Jiří (Hary) Karas (skladatel, patron)         |
| Alena Vránová     | Hana Jelínková (kulturní referentka)          |
| František Kovářík | Jindřich Kebort (dědeček Hany, trubka)        |
| Otomar Krejča     | náměstek ministra                             |
| Bohuš Záhorský    | ředitel Marsu                                 |
| Stanislav Neumann | malostranský dědeček                          |
| Jaroslav Vojta    | předseda JZD                                  |
| Lubomír Lipský    | Holoubek (referent SPKPL)                     |
| Eman Fiala        | Březina (vedoucí dílny, flétna)               |
| Karel Effa        | Kulhánek (účetní , kytara, violoncello)       |
| Josef Hlinomaz    | Bedřich Šimáček (obsluha pily, pozoun)        |
| Josef Kemr        | Veselý (činely)                               |
| Václav Trégl      | pořadatel                                     |
| Jan Werich        | divák                                         |
| Oldřich Dědek     | Karel Kalousek (bubeník)                      |
| Antonín Jedlička  | učeň (klarinet, harmonika)                    |
| Stella Zázvorková | Šimáčkova manželka                            |
| Božena Obrová     | Kalouskova manželka                           |
| Vratislav Blažek  | reportér                                      |
| Josef Pehr        | člen souboru                                  |
| Jaroslav Cmíral   | kapelník Ústředí lidové tvořivosti            |
| Rudolf Princ      | Novotný (hlavní pořadatel)                    |
| Ján Maškal        | Kulíšek (rozhlasový režisér)                  |
| Vladimír Dvořák   | divák                                         |
| Ladislav Baláž    | Lájoš (housle)                                |
| Rudolf Pellar     | náměstkův tajemník                            |
| Jaroslav Štercl   | obsluha čerpací stanice pohonných hmot        |
| Ferdinand Krůta   | rekreační referent                            |

## Tvůrci
- Námět: Ján Kadár, Elmar Klos, Vratislav Blažek
- Režie: Ján Kadár, Elmar Klos
- Scénář: Ján Kadár, Elmar Klos, Vratislav Blažek
- Hudba: Jan Rychlík, Jiří Sternwald, Dalibor C. Vačkář, Tibor Andrašovan, Jaroslav Moravec, Julius Fučík
- Kamera: Rudolf Milič
- Architekt: Karel Lier
- Kostýmy: Marie Malá, Fernand Vácha
- Zvuk: Josef Vlček
- Střih: Josef Dobřichovský
- Dramaturgie: Vladimír Bor
- Vedoucí produkce: Zdeněk Reimann
- Masky: Vladimír Černý
- Zástupce vedoucího výroby: Antonín Kubový
- Asistenti režie: Vladimír Zelenka, Jana Pokorná
- Pomocná režie: Jindřich Polák
- Choreografie: Štefan Nosáľ

### Technická specifikace
- Stopáž: 105 min
- Zvukové kanály: 1, mono
- Obraz: RGB, barevný (Agfacolor)
- Poměr stran: 4:3 (1,37:1)
- Délka filmové pásky: 3 058 metrů
- Formát negativu: 35 mm[7]